# Postranní právo
Postranní právo (také zvláštní místní právo) se označoval jev, kdy rozšiřující se město začlenilo do již dříve osídlené území podle patrimoniálního práva (světské či duchovní vrchnosti), přičemž dříve usedlí lidé se nadále řídili právem původním. Místa s postranními právy začala vznikat ve 13. století (zejména v 15. století). Mezi tyto patrimoniální vlastníky patřili například kláštery, řády, arcibiskup či dokonce jiné město. Obzvláště je to patrno v klášterním právu, kde bylo právo určováno samosprávou dle náboženského zaměření. Oblasti s postranním právem měly vlastní soudní i správní úředníky, kteří se řídili předpisy platnými na jimi vybraných územích, a to i když to byly předpisy platné pro jiné země. Po celou dobu existence postranních práv se zpravidla město snažilo o jejich zrušení a podrobení si míst vlastní jurisdikci (nejdříve bylo postranním právům odňato trestní právo, nicméně civilní právo jim zůstalo velmi dlouho), k zrušení postranních práv v Čechách došlo až při soudních reformách Josefa II. roku 1783.